# Syzygium myrtifolium
Syzygium myrtifolium är en myrtenväxtart som beskrevs av Wilhelm Gerhard Walpers. Syzygium myrtifolium ingår i släktet Syzygium och familjen myrtenväxter. Inga underarter finns listade i Catalogue of Life.